# Franz Schulz (Politiker, 1891)
Franz Schulz (* 2. Juli 1891 in Altenmarkt an der Triesting in Niederösterreich; † 25. März 1956 in Wien) war ein österreichischer Politiker der Sozialistischen Partei Österreichs (SPÖ).

## Biographie

### Ausbildung und Beruf
Nach dem Besuch der Volksschule besuchte er eine technische Fortbildungsschule und lernte den Beruf des Maschinenschlossers, später wurde er Werkmeister. Nach seinem Ausscheiden aus dem Dienst der staatlichen Heilanstalten in Baden bei Wien führte er einen Beherbergungsbetrieb (Pension). Nach seiner Übersiedlung nach Wien war er ab 1945 Direktor der
Wiener Großküchenunternehmung Verein Volksernährung.
In seiner Funktion als Präsident des Kriegsopferverbandes für Wien, Niederösterreich und Burgenland initiierte er die Renovierung der Alten Krainerhütte  () im Helenental (KG: Innerer Kaltenbergerforst), einer 43.000 m² großen Liegenschaft, die (nach dem Ankauf von der Familie Dietmann) seit Eröffnung am 20. August 1950 (als Haus Helenental) bis 2010 dem Kriegsoferverband als Erholungsheim diente (ursprünglicher Schwerpunkt: Hirnverletzungen) und die bereits 1953 den Namen Franz-Schulz-Heim trug (heute zumeist: Schulzheim).

### Politische Mandate
- Bis zum Verbot der Sozialdemokratischen Partei Österreichs (damals: Sozialdemokratische Arbeiterpartei Deutschösterreichs) im Februar 1934 war er über mehrere Jahre Vizebürgermeister der Stadt Baden bei Wien
- 6. März 1953 bis zu seinem Tod am 25. März 1956: Nach Entsendung des Wiener Landtags Mitglied des Bundesrates (VI. und VII. Gesetzgebungsperiode), SPÖ

### Tod
Schulz starb am 25. März 1956 in Wien und wurde im Urnenhain der Feuerhalle Simmering bestattet. Sein Grab zählt zu den ehrenhalber gewidmeten bzw. ehrenhalber in Obhut genommenen Grabstellen der Stadt Wien.